# Лепезорепке
Лепезорепке или лепезашице (лат. Rhipiduridae) су породица птица певачица, која укључује 3 рода са 43 врсте. Од којих већина насељава Аустралазију, Југоисточну Азију и Индијски потконтинент.

## Класификација
Породица садржи 3 рода са 43 врсте:

### Chaetorhynchus
- Chaetorhynchus papuensis Meyer, 1874

### Lamprolia
- Lamprolia victoriae Finsch, 1874;
- Lamprolia klinesmithi (EP Ramsay, 1876).

### Rhipidura
- Rhipidura superciliaris (Sharpe, 1877);
- Rhipidura samarensis (Steere, 1890);
- Rhipidura cyaniceps (Cassin, 1855);
- Rhipidura sauli Bourns y Worcester, 1894;
- Rhipidura albiventris (Sharpe, 1877);
- Rhipidura albicollis (Vieillot, 1818);
- Rhipidura albogularis (Lesson, 1832);
- Rhipidura euryura S. Müller,  1843;
- Rhipidura aureola Lesson, 1831;
- Rhipidura javanica (Sparrman, 1788);
- Rhipidura nigritorquis Vigors, 1831;
- Rhipidura perlata S. Müller,  1843;
- Rhipidura leucophrys (Latham, 1801);
- Rhipidura diluta Wallace, 1864;
- Rhipidura fuscorufa P.L. Sclater, 1883;
- Rhipidura rufiventris (Vieillot, 1818);
- Rhipidura cockerelli (E.P. Ramsay, 1879);
- Rhipidura threnothorax S. Müller,  1843;
- Rhipidura maculipectus G.R. Gray, 1858;
- Rhipidura leucothorax Salvadori, 1874;
- Rhipidura atra Salvadori, 1876;
- Rhipidura hyperythra G.R. Gray, 1858;
- Rhipidura albolimbata Salvadori, 1874;
- Rhipidura albiscapa Gould, 1840;
- Rhipidura fuliginosa (Sparrman, 1787);
- Rhipidura phasiana De Vis, 1885;
- Rhipidura drownei Mayr, 1931;
- Rhipidura tenebrosa E.P. Ramsay, 1882;
- Rhipidura rennelliana Mayr, 1931;
- Rhipidura verreauxi Marie, 1870;
- Rhipidura personata E.P. Ramsay, 1875;
- Rhipidura nebulosa Peale, 1848;
- Rhipidura phoenicura S.Müller,  1843;
- Rhipidura nigrocinnamomea Hartert, 1903;
- Rhipidura brachyrhyncha Schlegel, 1871;
- Rhipidura lepida Hartlaub & Finsch, 1868;
- Rhipidura dedemi van Oort, 1911;
- Rhipidura superflua Hartert, 1899;
- Rhipidura teysmanni Büttikofer, 1892;
- Rhipidura sulaensis Neumann, 1939;
- Rhipidura opistherythra P.L. Sclater, 1883;
- Rhipidura rufidorsa A.B.Meyer, 1874;
- Rhipidura dahli Reichenow, 1897;
- Rhipidura matthiae Heinroth, 1902;
- Rhipidura malaitae Mayr, 1931;
- Rhipidura semirubra P.L. Sclater, 1877;
- Rhipidura rufifrons (Latham, 1801);
- Rhipidura kubaryi Finsch, 1876;
- Rhipidura dryas Gould, 1843.